# Čáslavice
Čáslavice (deutsch Tschaslawitz, älter auch Schaslawitz) ist eine Gemeinde mit 574 Einwohnern  (2005) in der Region Kraj Vysočina (Tschechien).
Das Dorf, 1240 erstmals urkundlich erwähnt, befindet sich südwestlich der Bezirksstadt Třebíč.

## Sehenswürdigkeiten
- Schloss Sádek
- Kirche des hl. Martin (1703)

## Söhne und Töchter des Ortes
- Bedřich Fučík, Literaturkritiker, Editor und Übersetzer
- Bedřich Václavek, Literaturkritiker und Theoretiker